# Sakiet Sidi Youssef (délégation)
Sakiet Sidi Youssef est une délégation tunisienne dépendant du gouvernorat du Kef.
En 2004, elle compte 20 527 habitants dont 10 169 hommes et 10 358 femmes répartis dans 4 645 ménages et 5 144 logements.